# Plexuszyste

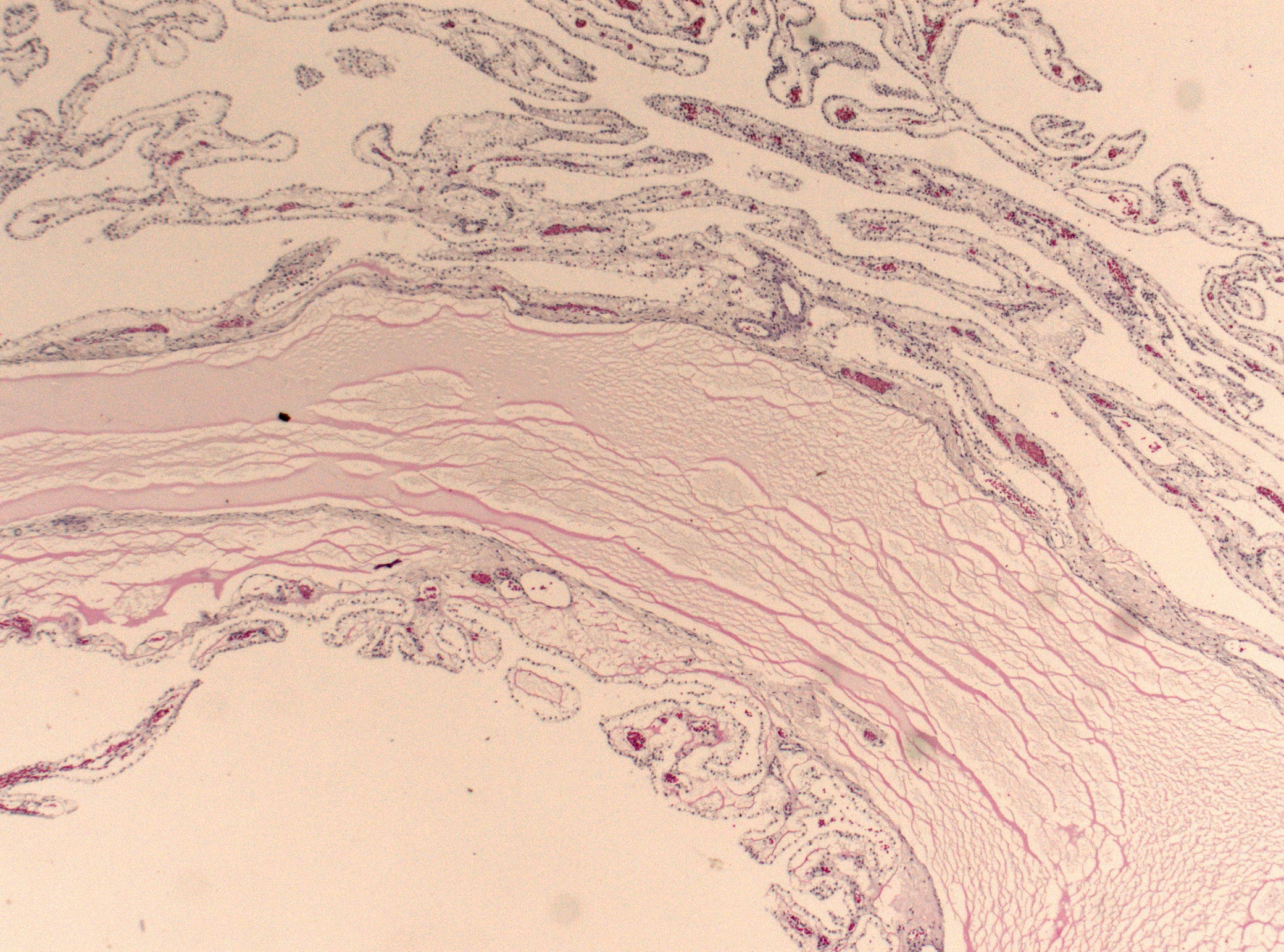
Plexuszyste bei einem Feten mit Trisomie 18, Histologisches Präparat (Hämatoxylin-Eosin)

Als Plexuszysten (Plexus chorioideus-Zysten) werden harmlose zystische Strukturen ohne eigenen Krankheitswert im Bereich des Plexus chorioideus im Gehirn eines ungeborenen Kindes bezeichnet, die in ovaler oder runder Form einseitig oder beidseitig sichtbar sind. Die Größe beträgt meist 0,3 bis 2 mm. Plexuszysten kommen sowohl unilokulär (auf eine Stelle begrenzt) als auch multilokulär (an mehreren Stellen) vor.

## Grundlagen
Das menschliche Gehirn enthält in seinem Inneren vier Kammern, die sogenannten Hirnventrikel. In diesen Kammern bildet ein speziell geformtes Venengeflecht, der Plexus chorioideus, das Hirnwasser (Liquor cerebrospinalis).
Zysten sind kleine, mit Flüssigkeit gefüllte Hohlräume im Gewebe. In der Regel sind Zysten völlig harmlos und haben keinen eigenen Krankheitswert, das heißt, sie sind nicht gefährlich oder schädlich für den Menschen. Sie kommen im menschlichen Körper in oder an den verschiedensten Organen vor.

## Häufigkeit
In etwa 1 bis 2 % aller vorgeburtlichen (pränatalen) Ultraschalluntersuchungen, die im zweiten Schwangerschaftsdrittel (2. Trimenon) bis etwa zur 28. Schwangerschaftswoche im Rahmen von Pränataldiagnostik durchgeführt werden, wird eine Plexuszyste im Gehirn des ungeborenen Babys festgestellt. Zwischen der 16. und der 20. Schwangerschaftswoche sind kleinere zystische Veränderungen im Plexus chorioideus prozentual gesehen häufiger festzustellen als nach der 20. Schwangerschaftswoche. Manchmal wird bei einer Ultraschalluntersuchung das Hinterhorn eines Seitenventrikels mit einer Plexuszyste verwechselt.

## Bedeutung
Wenn nicht zusätzlich andere Besonderheiten festzustellen sind, haben isoliert vorliegende Plexuszysten (ebenso wie andere sogenannte Softmarker) keinen eigenen Krankheitswert, sondern werden nur statistisch gesehen mit einer leicht erhöhten Wahrscheinlichkeit für eine Chromosomenbesonderheit beim Ungeborenen in Verbindung gebracht.
Bei Plexuszysten bezieht sich diese Verknüpfung speziell auf das Edwards-Syndrom (Trisomie 18 oder Trisomie E), das mit einer durchschnittlichen Wahrscheinlichkeit von 1 : 3.000 bis 1 : 10.000 vergleichsweise selten auftritt. Bei etwa 43 % aller Ungeborenen mit Trisomie 18 kann vorgeburtlich eine Plexuszyste im Gehirn gefunden werden.
In der Regel bilden sich Plexuszysten von selbst wieder zurück und nehmen nach heutigem Wissensstand keinen Einfluss auf die Gesundheit und die vor- und nachgeburtliche körperliche und kognitive Entwicklung des Kindes. Lediglich nachgeburtlich konnte in seltenen Fällen beobachtet werden, dass Plexuszysten im dritten Hirnventrikel eine Obstruktion der Zirkulation des Hirnwassers verursacht haben, in dessen Folge es zur Ausbildung eines Hydrocephalus internus kam. Auch kleinere Zysten im Bereich der Foramina Monroi können dabei einen beidseitigen, aber auch einseitigen Hydrocephalus occlusivus zur Folge haben. Entsprechende vorgeburtliche Beobachtungen liegen bislang zu diesem seltenen Phänomen nicht vor.

## Vorgehen nach der Befunderhebung
Differentialdiagnostisch sind Plexuszysten von den subependymalen Zysten abzugrenzen. Diese befinden sich oft am Übergang des Kerngebietes im Endhirn (Nucleus caudatus) zum Zwischenhirn (Thalamus) und kommen häufiger einseitig vor.
Nach der gesicherten Diagnose einer Plexuszyste im Gehirn eines Babys sollten mittels Feinultraschall die Organe des Kindes untersucht werden. Auch eine Echokardiographie des Herzens ist anzuraten. Insbesondere wenn Plexuszysten noch nach der 28. Schwangerschaftswoche bestehen, sie beidseitig (bilateral) vorliegen oder besonders groß sind und insbesondere wenn sich weitere körperliche Hinweiszeichen finden lassen, die häufig bei Ungeborenen mit Edwards-Syndrom vorkommen, kann eine Chromosomenuntersuchung nach invasiver Diagnostik (z. B. Chorionzottenbiopsie oder Amniozentese) nach eingehender Beratung und Aufklärung über die Vor- und Nachteile, die Risiken und die möglichen Konsequenzen in Erwägung gezogen werden.
Durch eine invasive Pränataldiagnostik mit nachfolgender Chromosomenanalyse lässt sich eine Trisomie 18 beim Kind mit nahezu 100-prozentiger Sicherheit diagnostizieren beziehungsweise ausschließen und die werdenden Eltern können bei einem positiven Befund einen Schwangerschaftsabbruch vornehmen lassen oder sich auf die Geburt eines besonderen Kindes vorbereiten.